# Strijdlied

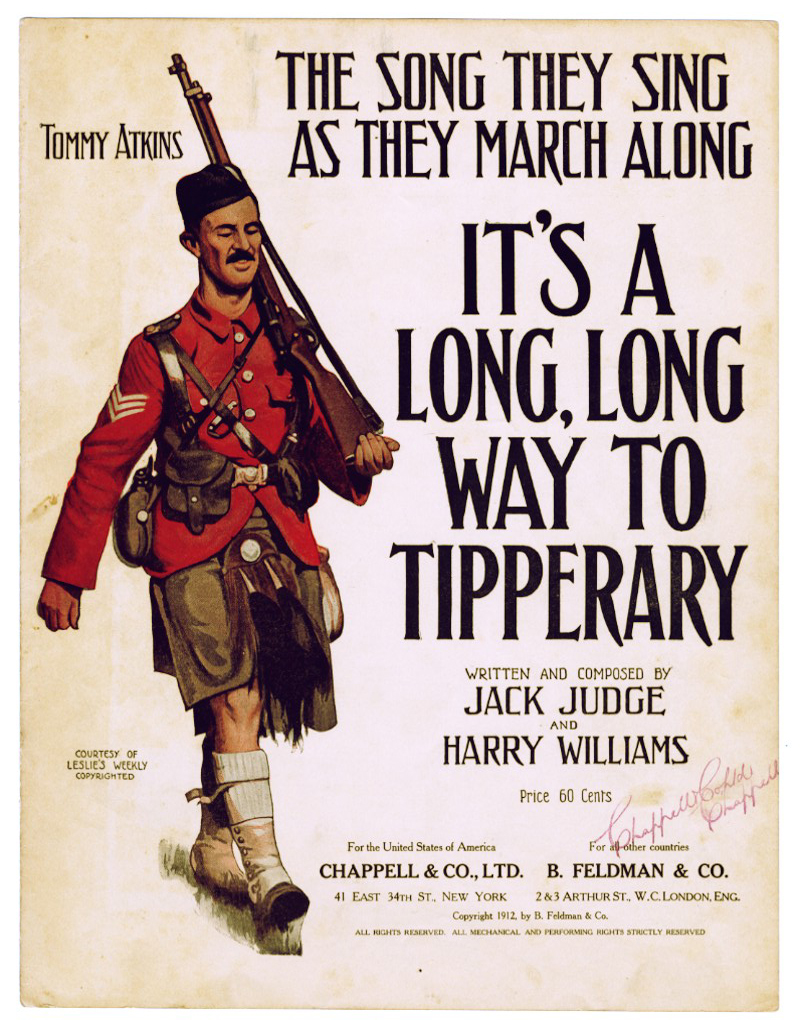
It's a Long Way to Tipperary
Strijdlied uit de Eerste Wereldoorlog

Een strijdlied is een lied dat oproept tot strijd of strijdvaardigheid, vaak gebruikmakend van oorlogs- en martelaarspoëzie, ook oorlogslied of verzetslied genoemd. De toonzetting maakt het geschikt voor samenzang of mars, ze hebben bijna altijd een tweedelige maat en twee regels die beide herhaald worden. Het toongeslacht is, zeker na 1700, majeur. Het is bedoeld om de groepsidentiteit en –samenhang te bevestigen, te verstevigen of af te zetten ten aanzien van andere groeperingen en komt als dusdanig voor in alle tijden en samenlevingen. Ook sommige  geuzenliederen, spot- en protestliederen worden tot de strijdliederen gerekend.
In de populaire protestcultuur van de 20e eeuw zijn veel protestliedjes geschreven en ingezet. Naast verzets- en emancipatiebewegingen, gebruikten ook gevestigde regimes het strijdlied, om nationale samenhang te bevorderen. Veel nationale hymnes zijn ontstaan als strijdlied, zoals de Marseillaise, het Wilhelmus, Il Canto degli Italiani (ofwel Fratelli d'Italia), de Brabançonne en het Vietnamese Tiến Quân Ca  (Mars naar het Front), ook het Horst Wessellied, eerst het partijlied van de NSDAP, is onderdeel geweest van het Duitse volkslied in de periode 1933-1945.
Strijdliederen vinden we verder ook terug in de christelijke psalmen. Religieuze stromingen maakten en maken nog altijd gebruik van strijdliederen, wereldwijd. 

## Oudheid
In de Griekse beschaving werd er zeker muziek gemaakt, het woord muziek is afgeleid van de Muzen, en de hymne, in Griekse oorsprong vaak een verheven dichtvorm, is ook een strijdlied, zoals onze nationale hymnes, de volksliederen, en in bijvoorbeeld de Battle Hymn of the Republic. In de Oudgriekse hymne  Partheneion, waarvan een deel van de tekst bewaard is gebleven, trekt een koor van tien meisjes ten strijde tegen de Pleiaden. 
Aangezien pas in de 9e eeuw na Christus in het Oost-Romeins Rijk een notenschrift ontwikkeld werd, het neumenschrift, en na toevoeging van lijnen rond de 11e eeuw de notenbalk ontstond, is de muziek van voor die tijd niet eenduidig gedocumenteerd, en is er minder te zeggen over het muzikale karakter.

## Middeleeuwen
Uit de Middeleeuwen zijn gedichten en liederen bekend over de strijd tussen de christenen en de Saracenen of Basken op het Iberisch Schiereiland. Het Roelantslied hiervan is een ridderroman, die op muziek voorgedragen werd. Volgens Willem van Malmesbury werd het Roelantslied gezongen door de Normandische soldaten in de Slag bij Hastings.

## Europese godsdienstoorlogen
De Europese godsdienstoorlogen waren een groot aantal oorlogen tussen de Reformatie en Vrede van Westfalen (1648), waarin de strijd tussen protestantisme en katholicisme centraal stond. Maarten Luther schreef een aantal strijdliederen als 'Nu drijven wy den Paus heraus / Uut Christus kerck en Godes huys', maar er waren ook anti-Luther liederen, zoals 'Nu waket op gy Christen alle / Hier ys geslapen vele tho lange'.

## De Tachtigjarige Oorlog
Geus (frans gueux voor bedelaar of schooier) was de scheldnaam, die een aantal edellieden onder leiding van Hendrik van Brederode (1531-1568) in 1566 kreeg bij de aanbieding van het smeekschrift aan Margaretha van Parma. De edellieden verzamelden zich onder de naam geuzen, en trokken in 1568 ten strijde tegen Filips II van Spanje. Hun strijdliederen werden Geuzenliederen genoemd. De bekendste tekstdichter en componist van geuzenliederen was Adriaen Valerius. Nog tijdens de Tachtigjarige Oorlog verscheen in 1626 zijn Nederlandtsche gedenck-clanck, een verzameling geuzenliederen, met melodische notatie, zoals het 'Wilhelmus', 'Merck toch hoe sterck' en 'Waer dat men sich al keerd of wend'.
Uit 1871 dateert 'In naam van Oranje', een lied ter herdenking van de Inname van Den Briel in 1572. Het lied werd gezongen als studentenlied.

## De Franse Revolutie
In 1792 schreef een Franse kapitein tijdens de Franse Revolutie zijn Chant de guerre pour l'Armee du Rhin (oorlogslied voor het Rijnleger). Franse troepen uit Marseille zongen het lied bij hun intocht in Parijs, waarna het in 1795 onder de naam Marseillaise het volkslied werd van de Eerste Franse Republiek. Onder de regering van Napoleon Bonaparte werd het lied verboden, maar in 1878 werd de Marseillaise opnieuw het Franse volkslied.
Het onofficiële volkslied van de revolutionairen werd echter Ça Ira, een al in 1790 geschreven tekst gebaseerd op een destijds populaire melodie.

## Socialisme en communisme

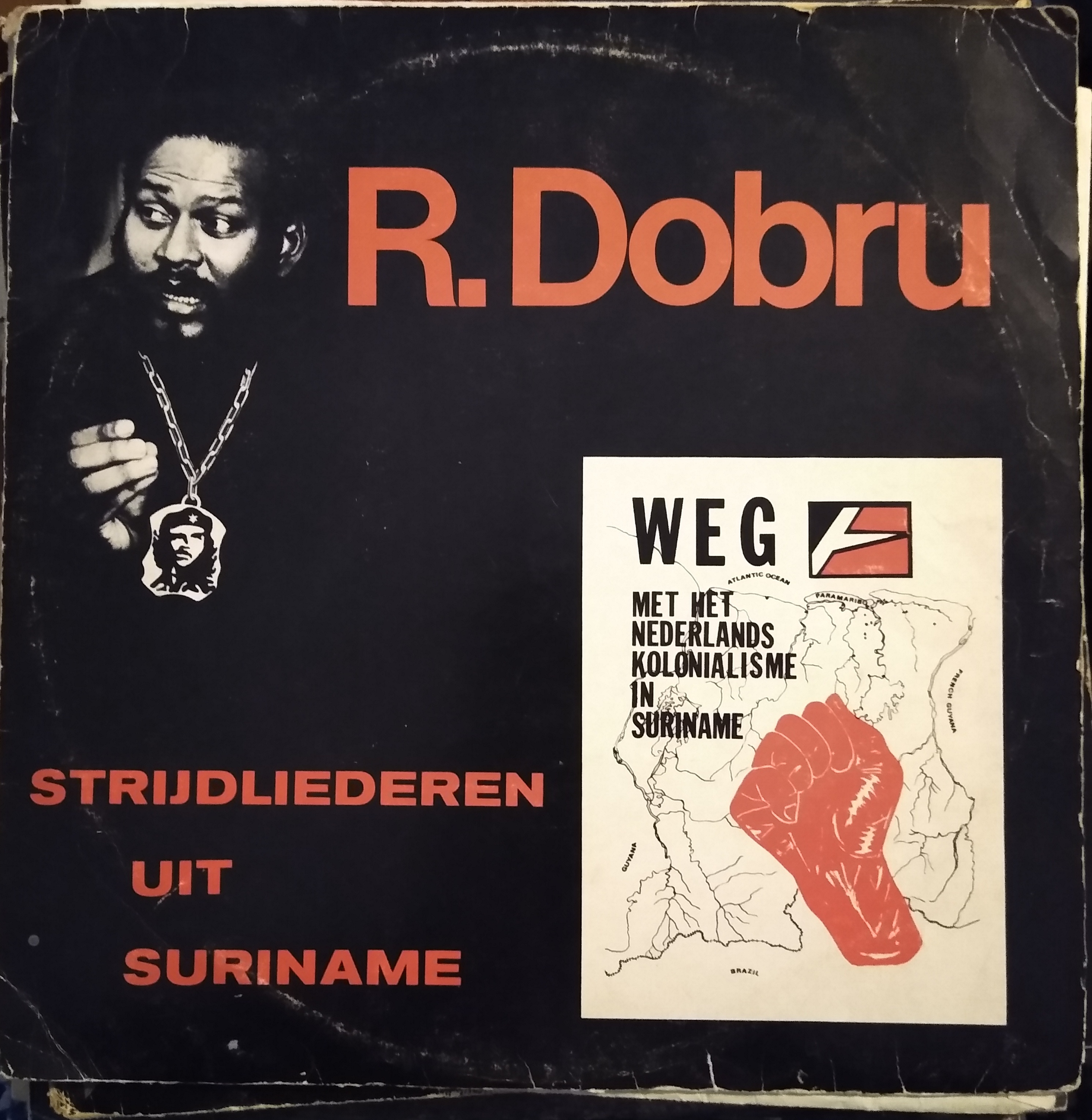
Anti-koloniale Langspeelplaat, R. Dobru

Strijdliederen zijn ook liederen van de anarchistische, communistische of socialistische arbeidersbeweging. Vooral in de eerste helft van de twintigste eeuw vervulden zij een belangrijke functie bij het opluisteren van demonstraties en massamanifestaties. Een standaard, die overal ter wereld wordt gezongen, is de Internationale. De tekst van het lied was al geschreven tijdens de Commune van Parijs (1871), maar werd opnieuw op muziek gezet door Pierre De Geyter. Het lied werd voor het eerst gezongen tijdens een feest van een vakbond in Rijsel, en wordt bijvoorbeeld op bijeenkomsten van de PVDA nog steeds gezongen.

## De Belgische Revolutie
Directe aanleiding tot de Belgische opstand tegen Koning Willem I was de opvoering van de opera De Stomme van Portici, waarin het strijdlied 'Amour sacré de la patrie' door de Franstaligen overgenomen werd. De eropvolgende rellen zouden leiden tot de Belgische afscheiding van Nederland.

## De Vlaamse Beweging
Na de Belgische afscheiding van Nederland verfranste het land, waartegen de Vlaamse Beweging zich ging verzetten. Tot in de jaren 60 van de van de 20e eeuw speelden strijdliederen een belangrijke en zichtbare rol in die beweging, o.a. door het invoeren van een eigen Vlaams volkslied, 'De Vlaamse Leeuw'. Veel Vlaamse toondichters componeerden strijdliederen die via scholen, jeugd- en culturele bewegingen en zangmanifestaties doordrongen tot in alle lagen van de bevolking. Naast kleinkunst en andere volksliederen programmeert het Vlaams Nationaal Zangfeest nog elk jaar een aantal Vlaamse strijdliederen voor de samenzang. "Ten kamp voor God" is onderdeel van de tekst van het strijdlied van de KSA (Kerels der Noordzee). Veel strijdliederen van de Vlaamse jeugdbewegingen en van de Vlaamse Beweging hadden ook katholieke strijdpunten in hun teksten.

## Protestlied in de 20e eeuw

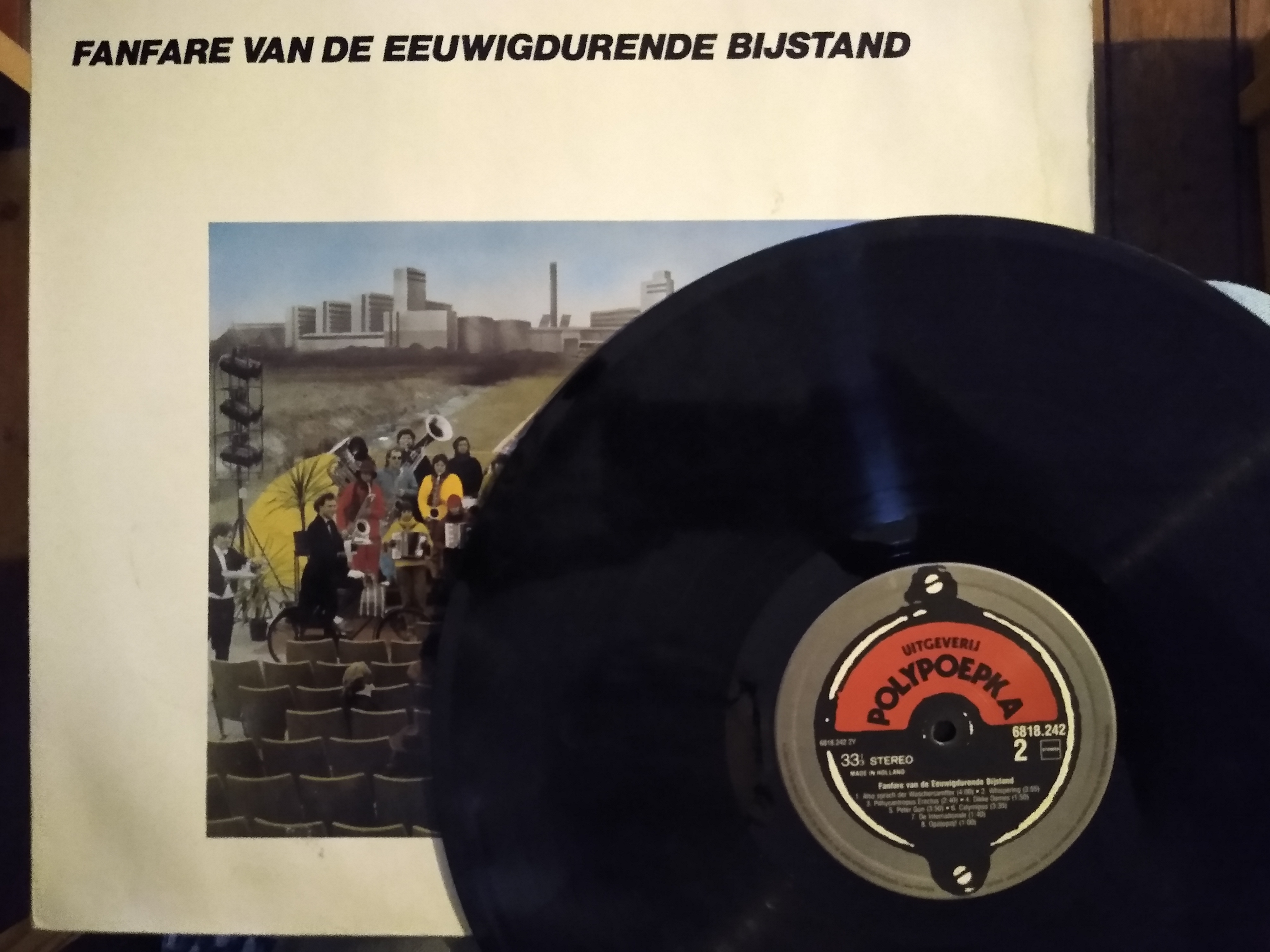
Fanfare van de Eeuwigdurende Bijstand

- Protestbewegingen in de Verenigde Staten, begonnen tijdens de Grote Depressie (1873-1896), keerden zich tegen armoede en rassenongelijkheid, maar ontwikkelde zich in de jaren 1960 en 1970 veel breder.
- Van Ierland zijn bekend de verzetsliederen, zoals gebruikt door de IRA en Sinn Féin, tegen de overheersing door Engeland en de latere burgeroorlog in Noord-Ierland.
- Muziek speelde een grote rol in de beweging tegen apartheid in Zuid-Afrika, evenals in de internationale oppositie tegen apartheid. Artiesten als Miriam Makeba en Hugh Masekela zetten zich met hun muziek in voor de strijd tegen de apartheid. Bekend werden o.a. 'Bring Him Back Home (Nelson Mandela)' en 'Soweto Blues'.
- Strijdliederen zijn ingezet in een breed scala van maatschappelijke actie; van de beweging tegen kernenergie tot die tegen de neutronenbom. In 1979 werd op de Dag van de Arbeid in Midden-Brabant de "Fanfare van de Eeuwigdurende Bijstand" opgericht. Het orkest gaf muzikale ondersteuning aan links-politieke demonstraties en acties, zoals de mijnwerkersstaking in Kent.[2]

## Bekende strijdliederen

### Oorlogsliederen
- Bella Ciao en Fischia Il Vento[3] beide Italiaanse partizanenliederen uit de Tweede Wereldoorlog
- Merck toch hoe sterck een geuzenlied over de strijd tegen de Spanjaarden
- Foggy Dew een Iers lied tegen de Britse overheersing
- Battle Hymn of the Republic een lied uit de Amerikaanse Burgeroorlog (1861 - 1865)
- It's a long way to Tipperary strijdlied uit de Eerste Wereldoorlog

### Socialistische liederen
- Bandiera rossa (De rode vlag) een socialistisch lied
- De Internationale strijdlied van de arbeidersbeweging
- Le temps des cerises meer een liefdeslied opgedragen aan een vrouw tijdens de Commune van Parijs (1871)
- Morgenrood een socialistisch lied
- De Socialistenmars bekend als 'Op, socialisten, sluit de rijen'

### Protest- en verzetsliederen
- Kerels der Noordzee een strijdlied van de Vlaamse jeugdbeweging KSA
- Zeven dagen lang een liedje van de links-politieke groep de Bots
- Gimme Hope Jo'anna een anti-apartheidslied uit 1988 tegen de Zuid-Afrikaaanse regering van Pieter Willem Botha
- Het Moorsoldatenlied is internationaal symbool voor verzet tegen de overheerser.

### Voetbal- en andere sportliederen
- Hand in hand Kameraden een mars van Wilhelm Speidel bekend als het Feyenoordlied
- We Are the Champions een nummer van Queen veel gebruikt bij sportmanifestaties
- You'll Never Walk Alone het clublied van Liverpool FC
- De zilvervloot over Piet Hein (zeevaarder) veel gebruikt bij schaatswedstrijden

## Overig
- De SNCC Freedom Singers ondersteunden in de jaren 1960 muzikaal de protestdemonstraties voor de Amerikaanse burgerrechtenbeweging.
- Marc Ribot verzamelde een aantal strijdliederen op zijn album Songs Of Resistance 1942-2018.[4]
- Supporters van sportverenigingen uiten hun clubaanhang door het zingen van clubliederen, doorgaans zijn dit strijdliederen. In het algemeen maken veel verenigingen, zoals studentenverenigingen, gebruik van een strijdlied om de samenhorigheid te bevorderen.
- Canto General, een boek van Pablo Neruda, kent een aantal strijdliederen, op muziek gezet door Mikis Theodorakis